# Grov trådlav
Grov trådlav (Ephebe hispidula) är en lavart som först beskrevs av Erik Acharius, och fick sitt nu gällande namn av Horw. Grov trådlav ingår i släktet Ephebe och familjen Lichinaceae.  Arten är reproducerande i Sverige. Inga underarter finns listade i Catalogue of Life.